# Шурдилово
Шурдилово (на гръцки: Σουρδίλοβο) е обезлюдено село в Република Гърция, в историко-географската област Чеч, на територията на дем Неврокоп.

## География
То е разположено на югозападните склонове на Родопите, на около два километра от границата с България. На запад граничи с Туховища и Годешево, на север с Манастир и Борен, на североизток с Тисово и Почен, на юг с Кашица, а на югозапад с Избища. На запад от селото тече река Доспат, а на север притокът ѝ Керазлик. Селото се намира от североизточната част на възвишение с височина 1086 метра. На изток от селото е разположена гръцка погранична застава в подножието на връх Магула Тисово (1280 метра).

## История

### Етимология
Според Йордан Н. Иванов изконната форма на името е *Шуртилово, от изчезналото лично име *Шуртил, образувано от шуртя и -ил, както Стои-ил. За сравнение съществува местно име Шурдил в Годечко.

### В Османската империя
През 1671 година в Неврокоп били свикани посланици от всички села в казата да свидетелстват в съда, че им е била изплатена изкупената от държавата продукция. От мюсюлманските села бил пращан мюсюлманин, от християнските – християнин, а от смесените – мюсюлманин и християнин. Селата, в които живели хора с по-висок обществен статут, са представени от тях без значение от религията им. В този документ Шурдилово е представено от писаря Хадър. В подробен регистър за събирането на данъка авариз от казата Неврокоп за 1723 година от село Сурдилова са зачислени 18 мюсюлмански домакинства.
В XIX век Шурдилово е мюсюлманско село в Неврокопска каза на Османската империя. В „Етнография на вилаетите Адрианопол, Монастир и Салоника“, издадена в Константинопол в 1878 година и отразяваща статистиката на населението от 1873 година, Щурдилово (Schtourdilovo) е посочено като село с 35 домакинства и 100 жители помаци. Според Стефан Веркович към края на XIX век Шурдилово (Щтурдилову) има помашко мъжко население 129 души, което живее в 35 къщи.
Съгласно статистиката на Васил Кънчов („Македония. Етнография и статистика“) към 1900 година Шурдилово е българо-мохамеданско селище. В него живеят 160 българи-мохамедани.

### В Гърция
През Балканската война в 1912 година в селото влизат български войски. По данни на БПЦ, към края на 1912 и началото на 1913 година в Шурдилово живеят 60 семейства или общо 260 души.
След Междусъюзническата война селото остава в Гърция. В преброяването от 1913 година Шурдилово се споменава като село с 232 жители. В по-късна статистика не се споменава, което според Тодор Симовски означава, че е било обезлюдено по време на Първата световна война. В днешни дни потомците на местното население живеят в село Карахамза (област Одрин, община Мерич), Турция.
| Година    | 1913 | 1920 | 1928 | 1940 | 1951 | 1961 | 1971 | 1981 | 1991 | 2001 | 2011 | 2021 |
| --------- | ---- | ---- | ---- | ---- | ---- | ---- | ---- | ---- | ---- | ---- | ---- | ---- |
| Население | 232  |      |      |      |      |      |      |      |      |      |      |      |